# Olivier Milloud

a Compétitions nationales et continentales officielles uniquement.

b Matchs officiels uniquement.
Dernière mise à jour le 31 juillet 2023.
Olivier Milloud, né le 9 décembre 1975 à Saint-Vallier (Drôme), est un ancien joueur de rugby à XV français. Il a joué en équipe de France et a évolué au poste de pilier principalement au sein de l'effectif de Bourgoin-Jallieu avant de terminer sa carrière au Stade français (1,85 m pour 112 kg).

## Parcours

### En club

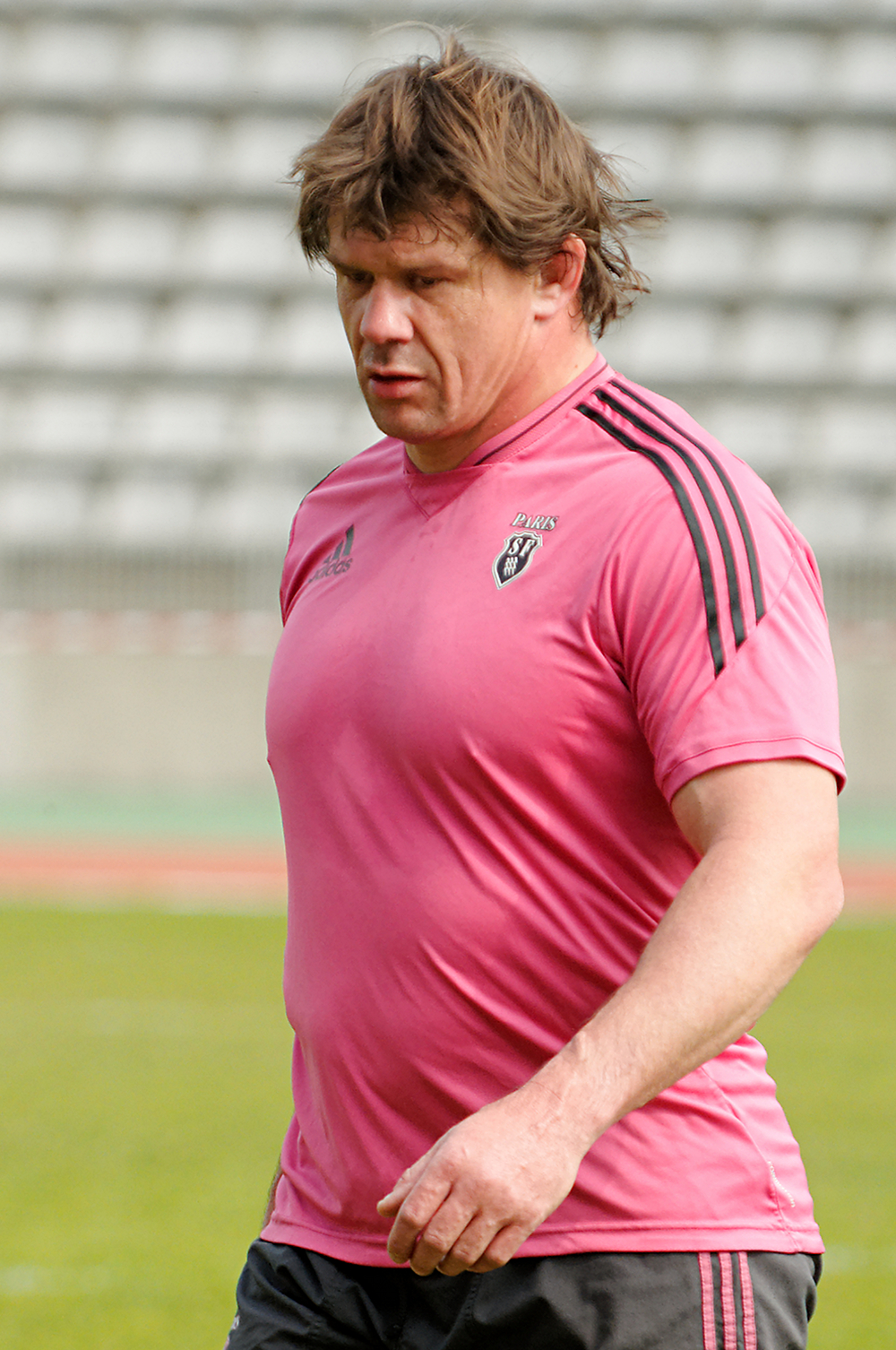
Olivier Milloud sous les couleurs de son dernier club, le Stade français Paris.

Après avoir découvert le rugby à XV à l'US Beaurepaire, il dispute la quasi-totalité de sa carrière au club de Bourgoin-Jallieu, disputant plusieurs phases finales de championnat entre 1997 et 2008. Durant cette période il côtoie d'autres internationaux français formés au club, tels que Sébastien Chabal, Julien Bonnaire, Stéphane Glas, Pascal Papé ou Morgan Parra.
2008 marque le début du déclin du CSBJ, qui descend finalement en Pro D2 à la fin de la saison 2010-2011. Milloud décide alors de quitter son club de toujours et signe au Stade français Paris pour finir sa carrière au plus haut niveau.

### En équipe de France
Il honore sa première sélection le 28 mai 2000 en Roumanie (victoire 67 à 20).
Bernard Laporte cherchant un suppléant à Christian Califano, Olivier Milloud participe à la tournée de 2001 où il joue face aux Blacks.
Grâce à deux rentrées en jeu, il remporte le grand chelem de 2002.
L'année suivante, il se retrouve remplaçant dans le tournoi à la suite de la suspension de Pieter de Villiers et aux mauvaises prestations de Califano. Il tire ainsi les bénéfices des conseils de son entraîneur qui l'a incité à travailler sa polyvalence gauche-droite. 
Parti en tournée, il est sélectionné pour la coupe du Monde où, profitant du forfait de De Villiers, puis de la blessure de Sylvain Marconnet, il participe à tous les matches, ne ratant que le dernier, contre la Nouvelle Zélande.
Écarté du Tournoi des Six Nations 2004, il profite d'une tournée en Amérique du Nord pour se rappeler aux bons souvenir du sélectionneur. Titulaire en novembre 2004, il doit se contenter dans le Tournoi des Six Nations suivant d'un rôle de doublure. 
S'ensuit une tournée en hémisphère sud où sa prestation face aux Springboks et aux Wallabies est très remarquée. Il ne quitte dès lors plus le XV de France. Il ravit ses galons de titulaires à Sylvain Marconnet une première fois lors des test matchs de novembre 2005 puis dans le tournoi qui suit. C'est en novembre 2006 qu'il devient définitivement titulaire.
Devenu incontestable pour Bernard Laporte, qui a fermé toute concurrence au poste de pilier gauche, il est sélectionné pour la Coupe du Monde. Titulaire, il fait un mondial remarqué mais se blesse aux cervicales en demi-finale.
Après le mondial, Marc Lièvremont, le nouveau sélectionneur des Bleus affirme vouloir s'appuyer sur lui pour former sa première ligne. Il est cependant forfait pour le tournoi, et fait son retour sur le terrain après six mois de convalescence. 
Annoncé comme l'un des cadres de la tournée d'été 2008, il se blesse gravement en mai 2008, se rompant le tendon d'Achille lors d'un entraînement. Son indisponibilité est évaluée à six mois, et il ne reviendra jamais en Équipe de France.

### Avec les Barbarians
Le 11 novembre 1998, il joue avec les Barbarians français contre l'Argentine à Bourgoin-Jallieu. Les Baa-Baas s'imposent 38 à 30.

## Carrière

### En club
- Formé à l'US Valloire-Galaure (Saint-Sorlin-en-Valloire)
- Jusqu'en 1995 : US Beaurepaire
- 1995-2011 : CS Bourgoin-Jallieu
- 2011-2012 : stade Français

### En équipe nationale
Il a honoré sa première cape internationale en équipe de France le 28 mai 2000 contre l'équipe de Roumanie et sa dernière le  13 octobre 2007 contre l'équipe d'Angleterre

### XV de France
| Année | Compétition    | Matchs | Points | Essais |
| ----- | -------------- | ------ | ------ | ------ |
| 2000  | Test match     | 1      | -      | -      |
| 2001  | Test matchs    | 1      | -      | -      |
| 2002  | Six nations    | 2      | -      | -      |
| 2003  | Six nations    | 2      | -      | -      |
| 2003  | Test matchs    | 4      | -      | -      |
| 2003  | Coupe du monde | 5      | -      | -      |
| 2004  | Test matchs    | 5      | -      | -      |
| 2005  | Six nations    | 3      | -      | -      |
| 2005  | Test matchs    | 7      | -      | -      |
| 2006  | Six nations    | 5      | -      | -      |
| 2006  | Test matchs    | 3      | -      | -      |
| 2007  | Six nations    | 5      | 5      | 1      |
| 2007  | Test matchs    | 2      | -      | -      |
| 2007  | Coupe du monde | 5      | -      | -      |
| Total | Total          | 50     | 5      | 1      |

### Liste des essais internationaux
| Essai | Adversaire | Stade                        | Compétition | Date         | Résultat |
| ----- | ---------- | ---------------------------- | ----------- | ------------ | -------- |
| 1     | Écosse     | Stade de France, Saint-Denis | Six Nations | 17 mars 2007 | Victoire |

## Palmarès

### En club
- Conférence européenne :
  - Vainqueur (1) : 1997
  - Finaliste (1) : 1999
- Championnat de France de première division : 
  - Vice-champion (1) : 1997
- Coupe de France/Challenge Yves du Manoir :
  - Finaliste (2) : 1997 et 1999
- Challenge Armand Vaquerin :
  - Vainqueur (1) : 1997

### En équipe nationale
- 50 sélections en équipe de France depuis 2000
- 1 essai (5 points)
- Sélections par année : 1 en 2000, 1 en 2001, 2 en 2002, 11 en 2003, 5 en 2004, 10 en 2005, 8 en 2006, 12 en 2007
- Grand Chelem : 2002
- Vainqueur du Tournoi des Six Nations : 2006, 2007
- Équipe de France A : 
  - 1 sélection en 2001/2002 (Italie A)
  - 3 sélections en 2002/2003 (Angleterre A, Écosse A, Irlande A)
- Équipe de France Universitaire : champion du monde en 2000

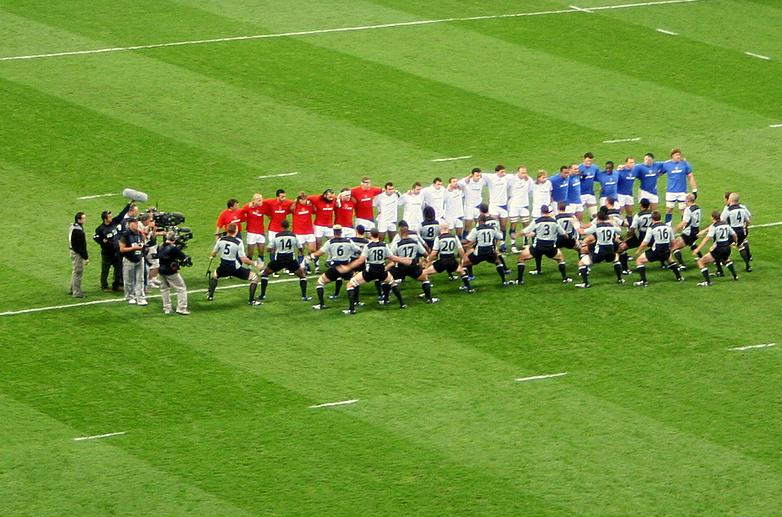
Quart-de-finale France - All Blacks en 2007.

#### Tournoi des Six Nations
| Édition          | Rang | Résultats France | Résultats Milloud | Matchs Milloud |
| ---------------- | ---- | ---------------- | ----------------- | -------------- |
| Six Nations 2002 | 1    | 5 v, 0 n, 0 d    | 2 v, 0 n, 0 d     | 2/5            |
| Six Nations 2003 | 3    | 3 v, 0 n, 2 d    | 2 v, 0 n, 0 d     | 2/5            |
| Six Nations 2005 | 2    | 4 v, 0 n, 1 d    | 2 v, 0 n, 1 d     | 3/5            |
| Six Nations 2006 | 1    | 4 v, 0 n, 1 d    | 4 v, 0 n, 1 d     | 5/5            |
| Six Nations 2007 | 1    | 4 v, 0 n, 1 d    | 4 v, 0 n, 1 d     | 5/5            |

Légende : v = victoire ; n = match nul ; d = défaite ; la ligne est en gras quand il y a Grand Chelem.

#### Coupe du monde
En Coupe du monde :
- 2003 : 5 sélections (Japon, Écosse, États-Unis, Irlande, Angleterre)
- 2007 : 5 sélections (Irlande, Angleterre, Argentine, Géorgie, Nouvelle-Zélande).

| Édition        | Rang      | Résultats France | Résultats Milloud | Matchs Milloud |
| -------------- | --------- | ---------------- | ----------------- | -------------- |
| Australie 2003 | Quatrième | 5 v, 0 n, 2 d    | 4 v, 0 n, 1 d     | 5/7            |
| France 2007    | Quatrième | 5 v, 0 n, 2 d    | 3 v, 0 n, 2 d     | 5/7            |